# Matsumuranoda karfutona
Matsumuranoda karfutona är en insektsart som först beskrevs av Matsumura 1935.  Matsumuranoda karfutona ingår i släktet Matsumuranoda och familjen sporrstritar. Inga underarter finns listade i Catalogue of Life.